# Вершинное маркирование
Верши́нное марки́рование — способ кодирования синтаксических отношений, при котором грамматические показатели, отражающие эти отношения, присоединяются к вершине синтаксической группы.
В именной группе вершиной является главное имя, тогда как зависимыми — прилагательные, относительные предложения и др. В предложении вершина — глагол, а зависимые — его аргументы (субъект, объект и др.) и адъюнкты (обстоятельства). 
Обратная ситуация по отношению к вершинному маркированию называется зависимостным маркированием. В этом случае грамматические показатели, указывающие на наличие синтаксической связи, присоединяются к зависимому. Прочие логические возможности, засвидетельствованные в различных языках, включают также двойное маркирование (показатели присутствуют и на вершине, и на зависимом) и нулевое маркирование (выраженные показатели отсутствуют).

## История термина
Само явление вершинного маркирования отмечалось в лингвистических работах достаточно давно. Так, ещё в 1911 году американский лингвист Франц Боас показал, что в некоторых языках (в частности, в языках Северной Америки) глагольная словоформа может быть эквивалентна целому предложению; в настоящее время это явление называется полисинтетизмом.
Понятие типа (локуса) маркирования как характеристики языка  впервые было сформулировано американским лингвистом Джоханной Николс в статье 1986 года. В настоящее время в лингвистической типологии противопоставление вершинного и зависимостного маркирования в различных типах синтаксических составляющих широко используется в качестве одного из основных типологических параметров.

## Проявление типа маркирования в языке
Противопоставление между разными типами маркирования проявляется в различных синтаксических конструкциях. Наиболее значимыми для характеристики языка в целом считаются тип маркирования в посессивной именной группе и в предикации (предложении).
| Конструкция            | Вершина          | Зависимые             | Описание (WALS)                           |
| ---------------------- | ---------------- | --------------------- | ----------------------------------------- |
| Посессивная            | Имя (обладаемое) | Посессор (обладатель) | Маркирование в посессивной именной группе |
| Атрибутивная           | Существительное  | Прилагательное        |                                           |
| Предложная/послеложная | Предлог/послелог | Комплемент            |                                           |
| Предикация             | Глагол           | Аргументы глагола     | Маркирование в клаузе                     |

Существуют языки, последовательно демонстрирующие вершинное маркирование. Примером может служить абхазский язык, в котором практически отсутствуют конструкции с зависимостным маркированием. В нём нет падежей; для кодирования синтаксических отношений используются особые морфемы в структуре глагола, содержащие информацию о его актантах; при необходимости выражения отношения принадлежности существительные принимают показатели, указывающие на посессор.
Также возможны «промежуточные» случаи, когда в языке в предикации имеет место вершинное маркирование, а в именной группе — зависимостное (как в языках семьи банту) или наоборот.
Таким образом, тип маркирования не всегда может считаться параметром, значение которого одинаково во всей системе языка. Тем не менее языки, демонстрирующие в основном вершинное или зависимостное маркирование, встречаются весьма часто. По этой причине локус маркирования часто рассматривают как характеристику языка в целом, а не отдельных синтаксических конструкций. При этом языками с вершинным маркированием считают такие, для которых характерно (полностью или в основном) вершинное маркирование в посессивной именной группе и вершинное маркирование прямого дополнения при переходном глаголе.

## Виды вершинного маркирования
В зависимости от информации, содержащейся в грамматическом показателе, выделяются следующие виды вершинного маркирования:
1. Аффикс при вершине указывает только на наличие зависимого. При этом он не содержит никакой информации о типе зависимости или свойствах зависимого. Такой способ вершинного маркирования представляет собой, например, так называемый изафет, ср. пример из таджикского языка:
| kůh-i        | baland  |
| гора-IZ      | высокий |
| высокая гора |         |

- Примечание: IZ — изафет.

В данном примере суффикс -i маркирует существительное как имеющее зависимый элемент, однако никакой дополнительной информации не сообщается.
2. Аффикс содержит информацию не только о наличии зависимости, но и о её типе и, во многих случаях, о каких-либо свойствах зависимого. К этому виду вершинного маркирования относится согласование глагола со своим подлежащим, которое встречается, в частности, в индоевропейских языках, в том числе в русском. 
В составе главного элемента могут кодироваться грамматические категории более чем одного зависимого. Так, в абхазском языке в глагольной словоформе кодируется информация о лице, числе и (частично) роде нескольких (вплоть до трёх)  актантов глагола:
| a-xàc'a                    | a-pħ˚ə̀s     | a-š˚q'ə̀   | ∅-lə̀-y-te-yt'     |
| DEF-мужчина                | DEF-женщина | DEF-книга | это-ей-он-дал-FIN |
| Мужчина дал женщине книгу. |             |           |                   |

- Примечание: DEF — определённый артикль; FIN — показатель финитности.

## Вершинное маркирование в различных синтаксических составляющих

### Именная группа

#### Посессивная конструкция
В посессивной именной группе главным элементом является имя, обозначающее обладаемое, тогда как зависимым — имя, обозначающее обладателя. 
Например, в русском примере дом отца маркирование зависимостное: обладатель отца оформлен родительным падежом, тогда как обладаемое дом не несёт никаких показателей связи.
В языках с вершинным маркированием в посессивной группе, напротив, показатель присоединяется к обладаемому. Такой тип маркирования имеет место в афразийских языках, таких как арабский, хауса и иврит (Изафет). Также он имеется в некоторых других языках, например, в абхазском языке:
| sarà    | sə-y˚nə |
| я       | мой-дом |
| мой дом |         |

#### Атрибутивная конструкция
Случаи кодирования зависимых прилагательных в именной словоформе немногочисленны. Примером может служить изафет в таджикском языке (см. выше). Ещё один пример имеет место в языке шусвап, относящемся к салишской семье:
| wist        | t-citx˚ |
| высокий     | REL-дом |
| высокий дом |         |

- Примечание: REL — падеж, маркирующий, в частности, имена, при которых есть прилагательные; противопоставлен падежу, используемому для кодирования ядерных аргументов глагола.

### Предложная/послеложная группа
В данном случае вершиной является предлог или послелог, тогда как зависимым — имя. Вершинное маркирование в предложной группе присутствует в цутухильском языке. Аффикс, кодирующий лицо и число существительного, присоединяется к предлогу:
| ruu-majk               | jar | aachi   |
| 3SG-по.причине         | DEF | человек |
| из-за (этого) человека |     |         |

### Предложение
Примером данного типа маркирования является согласование глагола с подлежащим в индоевропейских языках и с несколькими актантами в абхазском языке (см. выше). Аналогичная ситуация имеет место в цутухильском языке. Лицо и число актантов маркируется с помощью глагольных аффиксов; тип связи выражается порядком их следования:
| x-∅-kee-tij         | tzyaq  | ch'ooyaa7 |
| ASP-3SG-3PL-съел    | одежда | крысы     |
| Крысы съели одежду. |        |           |

- Примечание: ASP — показатель аспекта глагола.

Количество показателей, кодирующих зависимые в глагольной словоформе, практически не ограничено. Крайний случай вершинного маркирования в предложении демонстрируют полисинтетические языки, в которых все или некоторые актанты входят в состав глагольной словоформы и, таким образом, все члены предложения или некоторые из них соединяются в единое целое.

## Расщеплённое маркирование
Расщеплённое маркирование (split marking) — ситуация, когда в языке в рамках одного вида синтаксических составляющих тип маркирования может быть различным в зависимости от каких-либо дополнительных факторов. 
В частности, в именной и предложной/послеложной группе тип маркирования может зависеть от того, является ли зависимое существительным или местоимением. В целом имеет место тенденция к более частому выбору вершинного маркирования в случае, если зависимое выражено местоимением.
Противопоставление вершинного маркирования (для местоимений) и нулевого маркирования (для существительных) присутствует, например, в венгерском языке:
| mellett-em |
| около-1SG  |
| около меня |

| a          | ház | mellett |
| DEF        | дом | около   |
| около дома |     |         |

## Распространение
Распространение типов маркирования в языках мира впервые было исследовано в монографии Джоханны Николс 1992 года. Она показала, что склонность языка к тому или иному типу маркирования — диахронически устойчивая характеристика. Среди языковых семей, в которых последовательно встречается вершинное маркирование, — алгонкинская, атабаскская, ирокезская, салишская и другие семьи Северной и Центральной Америки. Напротив, к последовательному зависимостному маркированию склонны многие языковые семьи Евразии (индоевропейская, нахско-дагестанская, дравидийская).
Подобного рода наблюдения указывают на возможность описания преобладающих типов маркирования в терминах языковых ареалов.
| Конструкция                             | Карта распространения (WALS) |
| --------------------------------------- | ---------------------------- |
| Посессивная именная группа              |                              |
| Предикация                              |                              |
| Посессивная именная группа + предикация |                              |

В целом в языках мира вершинное маркирование часто встречается в Меланезии и Северной, Центральной и Южной Америке и исчезающе редко в остальных регионах; зависимостное маркирование широко распространено в Евразии, Африке и Австралии.
Посессивные именные группы с вершинным маркированием распространены в Америке и Меланезии, но редко встречаются в других регионах. В целом, вершинное и зависимостное маркирование в именных группах находятся практически в дополнительном распределении: для последнего основными ареалами являются Африка, Австралия, Евразия и Новая Гвинея — единственный регион, где два типа сосуществуют. Двойное маркирование в посессивной группе встречается нечасто, но обнаруживается на периферии Евразии (в частности, в финском языке), в Гималаях и вдоль тихоокеанского побережья Северной Америки. Нулевое маркирование в посессивной группе также является редким; отдельные случаи встречаются в районе экватора.
Предикации с вершинным маркированием часто встречаются в Америке, Австралии, Новой Гвинее, а также в Африке, в основном в языках банту. В прочих регионах мало распространены. Зависимостное маркирование в предикации широко распространено в Евразии и Северной Африке, редко встречается в Северной и Южной Америке; также засвидетельствовано в Новой Гвинее и в языках семьи пама-ньюнга в Австралии. Двойное маркирование относительно хорошо засвидетельствовано в Америке, Австралии и Новой Гвинее, равно как и на юге Евразии (в основном на Кавказе и в Гималаях), а в особенности часто встречается в Австралии и на крайнем западе Северной и Южной Америки. Нулевое маркирование в предикации, соответственно, в основном встречается в языках с бедной морфологией в Юго-восточной Азии и Западной Африке, но также распространено в Новой Гвинее, Восточной Африке, Центральной и Южной Америке, в языках со средней или достаточно богатой морфологией.

## Тип маркирования в русском языке
Русский язык в основном демонстрирует зависимостное маркирование. Тем не менее, в данном отношении он не является абсолютно последовательным. Элементом вершинного маркирования в русском языке можно считать кодирование в составе глагольной словоформы грамматических категорий одного из его актантов — согласование глагола с подлежащим в роде, лице и числе. Это же справедливо и для большинства других индоевропейских языков.